# Бродина
Бродина, Бродіна (рум. Brodina) — село у повіті Сучава в Румунії. Входить до складу комуни Ізвоареле-Сучевей.
Село розташоване на відстані 377 км на північ від Бухареста, 74 км на захід від Сучави.

## Населення
За даними перепису населення 2002 року у селі проживали 813 осіб.
Національний склад населення села:
| Національність | Кількість осіб | Відсоток |
| -------------- | -------------- | -------- |
| українці       | 765            | 94,1%    |
| румуни         | 48             | 5,9%     |

Рідною мовою назвали:
| Мова       | Кількість осіб | Відсоток |
| ---------- | -------------- | -------- |
| українська | 751            | 92,4%    |
| румунська  | 62             | 7,6%     |

## Відомі уродженці
- Горбач Анна-Галя (1924 - 2011) — український літературознавець, перекладач, видавець, громадська й політична діячка.